# Pruská G 8
G 8 byla čtyřspřežní nákladní lokomotiva Pruských státních drah na přehřátou páru. Byla vyráběna ve dvou variantách – od roku 1902 s nápravovým tlakem 14 t a od roku 1913 tzv. zesílená G 8, později označená jako G 8.1, s nápravovým tlakem 17 t. Zesílená varianta s více než 5 000 kusy byla nejpočetnější typem lokomotivy pro zemské dráhy.

## Vznik a vývoj

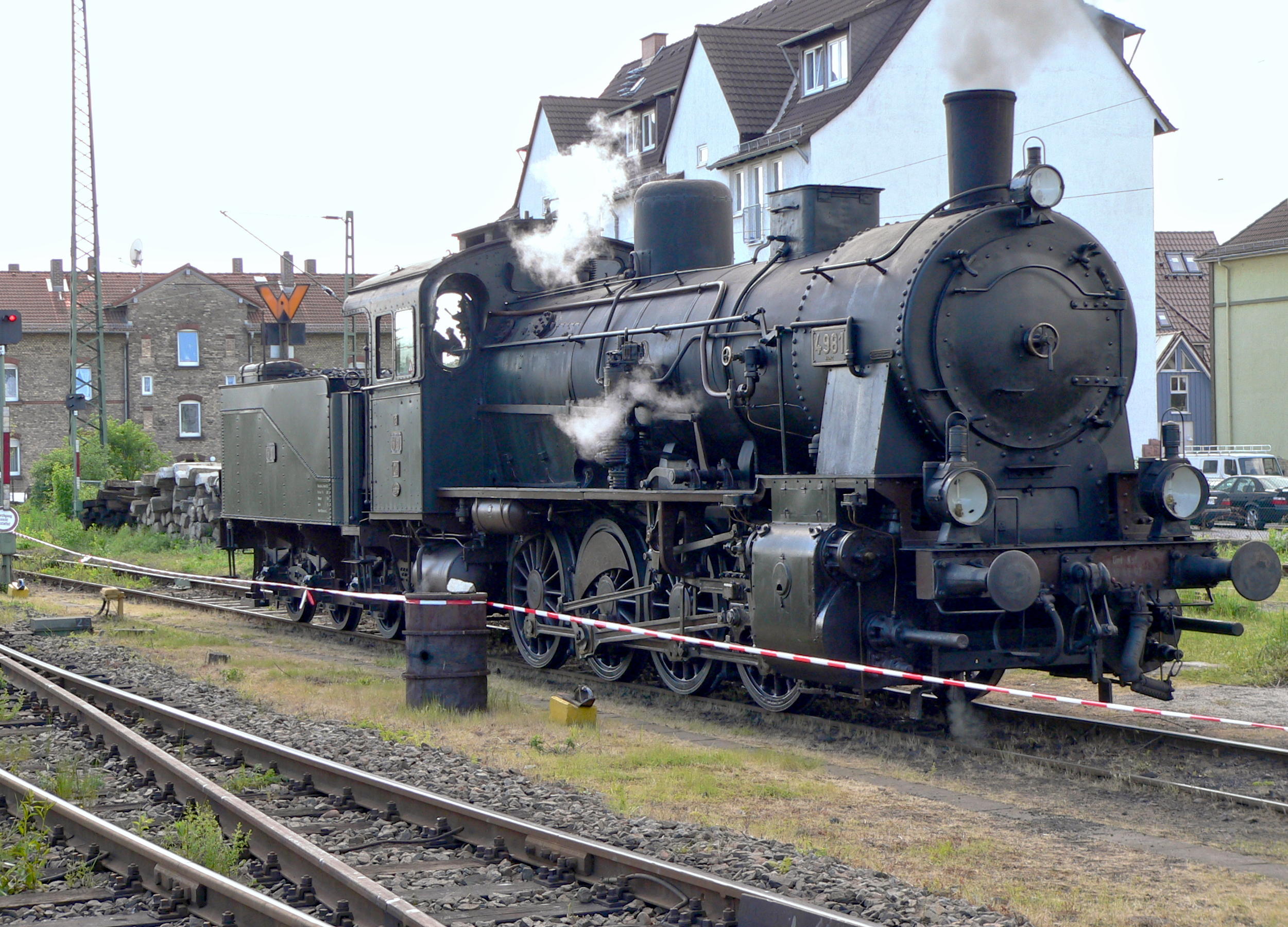
G 8 4981 Mainz v železničním muzeu Darmstadt-Kranichstein

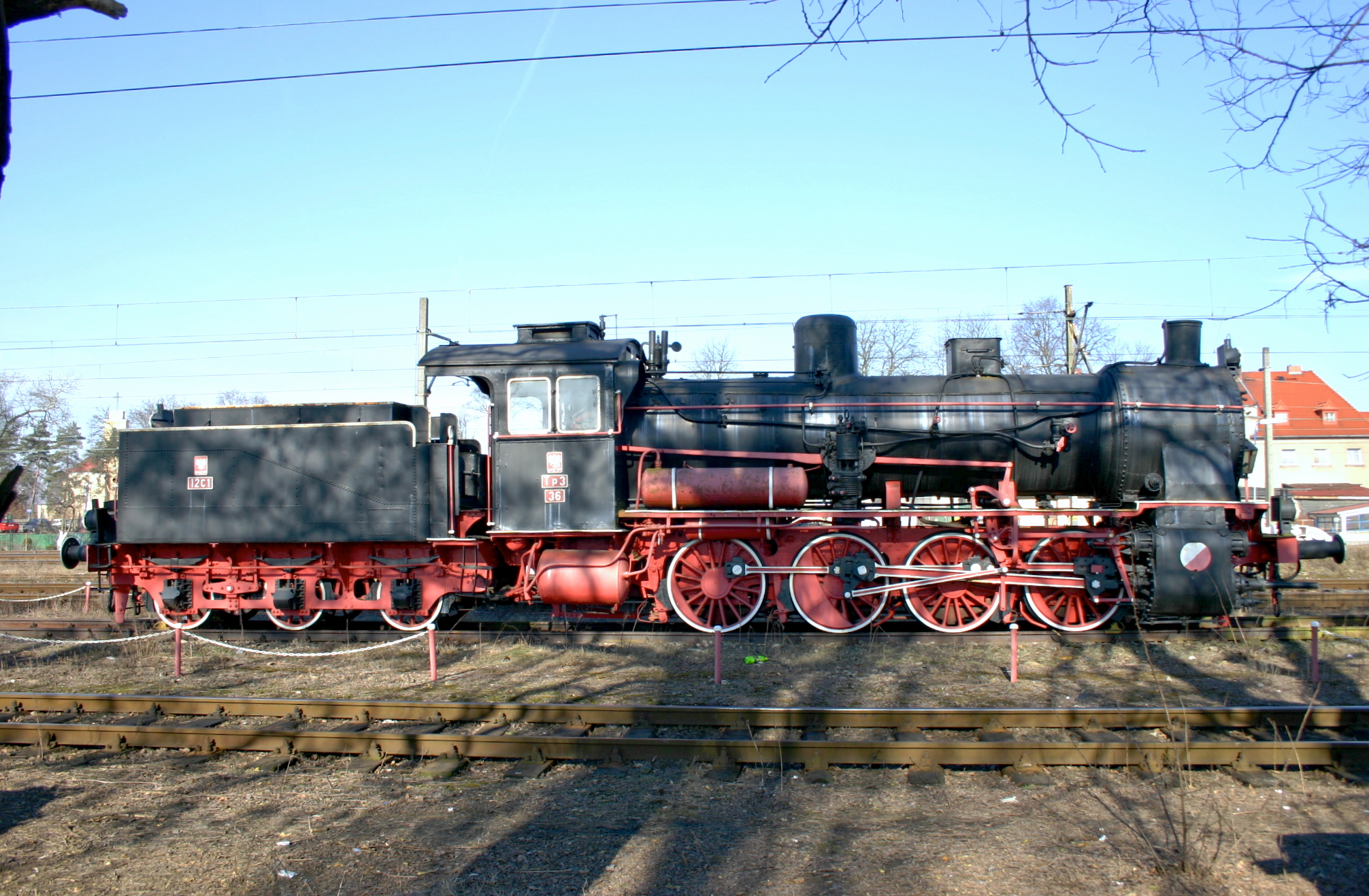
Tp 3-36 PKP (ex 55 2199, Hanomag 6712/1913) jako památník ve stanici Zbąszynek

V letech 1893–1917 byla jako standardní typ nákladní lokomotivy pruských státních drah dodávána řada G 7 na mokrou páru s pojezdem tvořeným čtyřmi spřaženými nápravami a s vlečným tendrem. V roce 1902 dodala lokomotivka Vulcan ve Štětíně třináct lokomotiv tohoto typu s instalovaným Schmidtovým přehřívačem. Lokomotivy nesly označení Saarbrücken 2100–2112.
V dalších letech pokračovala výroba lokomotiv G 8 v několika německých lokomotivkách, a to až do roku 1913. Celkem jich bylo vyrobeno 1 054 kusů. První pruské nákladní lokomotivy na přehřátou páru z počátku trpěly řadou „dětských nemocí“. Omezení nápravového tlaku na 14 t způsobilo mnoho problémů, neboť snaha o snížení hmotnosti vedla k poddimenzování mnoha součástí. V průběhu výroby došlo k několika úpravám – hned v roce 1903 byl zvětšen průměr válců na 575 mm, v roce 1904 na 590 mm a později na 600 mm. Měnila se i plocha roštu, přímá i nepřímá výhřevná plocha, plocha přehřívače a uspořádání kotlových trubek. Parní dóm se přesunul dopředu na 2. prstenec válcového kotle, změnil se i tvar dýmnice.
Sedm lokomotiv bylo pokusně osazeno souproudými válci (typ Stumpf), deset dalších bylo vybaveno Lentzovým ventilovým rozvodem. Ani jedna z těchto úprav nebyla přínosem ve srovnání se standardním provedením.
Lokomotivy bývaly spřaženy s tendry typů pr 3 T 12, pr 3 T 16,5 a pr 2'2' T 16.
Německé říšské dráhy v roce 1925 převzaly 656 lokomotiv a označily je řadou 55.16–22 (55 1601–2256), v roce 1935 přišlo dalších 12 strojů ze Sárska. Během druhé světové války přibyly další lokomotivy z obsazeného Polska, které dostaly čísla v intervalu 55.1604 – 55.1710 po zrušených strojích.

## Řada G 8 mimo Německo

### Československo
V roce 1919 zakoupilo Československo 15 lokomotiv G 8 z válečné kořisti Spojených států. Stroje byly převzaty v Is-sur-Tille, zprovozněny a následně transportovány do Československa. Ve skutečnosti se jednalo o 13 lokomotiv G 8 a dvě G 8.1. Bez ohledu na tuto skutečnost byla lokomotivám přidělena čísla 273.01–15, přičemž stroje G 8.1 obdržely čísla 10 a 15. V roce 1925 byly všechny lokomotivy nově označeny jako 425.001–15 (původní inventární čísla byla zachována). Lokomotivy byly přiděleny výtopně Trenčianská Teplá, později přešly do Nových Zámků. V roce 1939 byly předány MÁV a přeznačeny na 410.501–502 (G 8.1) a 410.601–613 (G 8). Po válce se vrátily k ČSD pouze 425.005 a 007, ale v tak špatném stavu, že do provozu již nezasáhly.

### Itálie
V roce 1919 získala Itálie jako válečnou reparaci 22 lokomotiv G 8, které FS označily 422.001–022. Z počátku byly sustředěny v Miláně. Ve druhé polovině třicátých let začalo jejich vyřazování, které přerušil v roce 1940 vstup Itálie do války. Jako poslední dojezdila u FS 422.001 v roce 1958.
Lokomotivy 422.009 a 022 byly v roce 1946 prodány Società Funivie di Savona, která provozuje lanovky mezi přístavem a překladišti uhlí v Savoně. Obě lokomotivy zde sloužily na posunu až do roku 1973, poté byly zakoupeny piemontským železničním muzeem v Saviglianu. Lokomotiva 422.009 byla v letech 1990–1995 opravena, 422.022 byla zrušena.

### Turecko
První lokomotivy řady G 8 se objevily v dnešním Turecku během 1. světové války jako součást válečných dodávek z Německa. Jednalo se o 46 strojů německých drah dodaných CFOA (Chemins de Fer Ottomans d'Anatolie – anatolské otomanské dráhy), označených 44001–44046. Dalších 10 lokomotiv dodala v roce 1924 lokomotivka Linke-Hoffmann železnici Smyrna – Cassaba (SCP, nyní Izmir – Turgutlu). Těmto strojům byla u TCDD přidělena čísla 44047–44056.
Stroje 44057–44061 pocházely od DHP (Damas Hama et Prolongement) a TCDD je zakoupily v roce 1944. Tyto stroje pocházely z válečné reparace Francii – z celkem 71 lokomotiv jich 48 bylo v roce 1939 prodáno DHP, vlivem válečných událostí byly převzaty až v roce 1941. Stroje 44062–44083 pocházely pravděpodobně z železnic vzniklých rozdělením Bagdádské dráhy, většina z nich byla také součástí válečných dodávek. Je ale možné, že 13 z nich zakoupily TCDD od železnic Alsaska-Lotrinska v roce 1934. Údajně existovala i lokomotiva 44087.
Řada 44001 dojezdila v 80. letech, lokomotiva 44079 byla provozuschopná prodána v roce 1987 do Německa. Lokomotiva 44015 v muzeu v Ankaře byla vyřazena k 20.11.1990.

### Rumunsko
Po 1. světové válce v rámci poválečného vyrovnání obdržely CFR 37 lokomotiv G 8, které obdržely čísla 4805–4843. Všechny byly vyřazeny do roku 1938.

## Rozdělení po druhé světové válce
Po druhé světové válce zůstaly lokomotivy G 8 po celé Evropě. Část lokomotiv z území Československa byla vrácena PKP, zbylých 29 strojů převzaly ČSD a označily 424.500–528. Lokomotivy byly přiděleny výtopnám na severu Čech – do Podmokel, Ústí nad Labem, Chomutova a Lovosic, kde nahradily starší řady 344.3, 413.2 a 414.0. Postupně byly samy nahrazeny lokomotivami řady 534.03 z poválečné výroby. Poslední 424.0 byly vyřazeny v roce 1958.

### Německo
DB získaly po válce 205 strojů této řady, DR 50 strojů. Poslední z nich dojezdily u DB v roce 1955, u DR v roce 1969.

### Rakousko
V Rakousku zůstaly po válce stroje 55 1681, 1881 a 2180. 55 1881 byla v roce 1950 předána DB, obě zbylé lokomotivy byly přeznačeny na řadu 755 s původními inventárními čísly. 755.2180 byla vyřazena v roce 1954, 755.1681 v roce 1957.

### Polsko
Lokomotivy G 8, které zůstaly po válce v Polsku, přeznačily PKP na řadu Tp 3.

## Zachované stroje
- 4981 Mainz je v provozuschopném stavu. Byla vyrobena v roce 1913 a během 1. světové války poslána na stavbu Bagdádské dráhy. TCDD ji přeznačily na 44.079. V roce 1987 byla stále provozuschopná lokomotiva převezena po vlastní ose do Německa. Zde byla opravena a uvedena do stavu, který se přibližuje stavu po vyrobení. Nyní se nachází v železničním muzeu Darmstadt-Kranichstein
- Tp3-36 – pomník ve stanici Zbąszynek
- 44015 – v železničním muzeu v Ankaře
- 44041 – v železničním muzeu v Çamliku[3]
- 422.009 – v piemontském železničním muzeu v Saviglianu